# Orchis ligustica
Orchis ligustica är en orkidéart som beskrevs av Joseph Ruppert. Orchis ligustica ingår i släktet nycklar, och familjen orkidéer. Inga underarter finns listade i Catalogue of Life.